# Jost Dotzinger
Jost Dotzinger (Worms, ... – Strasburgo, 1472) è stato un architetto e scultore tedesco.

## Biografia
Attivo a Strasburgo dal 1450 al 1472 come architetto della cattedrale e scultore del battistero.
Nel 1459 partecipò e presenziò al Congresso di Ratisbona, dove si incontrarono i maestri-muratori delle principali cattedrali gotiche allora in costruzione nel Sacro Romano Impero.